# لايلي نيلسون
لايلي نيلسون (بالإنجليزية: Lyle Nelson)‏ هو متسابق بياثل أمريكي، ولد في 9 فبراير 1949 في ماكال في الولايات المتحدة.

## وصلات خارجية
- لايلي نيلسون على موقع أوليمبيديا (الإنجليزية)